# Оттава (округ, Мичиган)
О́ттава (англ. Ottawa County) — округ в штате Мичиган, США. Официально образован в 1837 году. По состоянию на 2010 год, численность населения составляла 263 801 человека.

## География
По данным Бюро переписи США, общая площадь округа равняется 4 226,807 км2, из которых 1 465,035 км2 суша и 1 066,320 км2 или 65,340 % это водоёмы.

## Население
По данным переписи населения 2000 года в округе проживает 238 314 жителей в составе 81 662 домашних хозяйств и 61 328 семей. Плотность населения составляет 163,00 человек на км2. На территории округа насчитывается 86 856 жилых строений, при плотности застройки около 59,00-ти строений на км2. Расовый состав населения: белые — 91,52 %, афроамериканцы — 1,05 %, коренные американцы (индейцы) — 0,36 %, азиаты — 2,09 %, гавайцы — 0,02 %, представители других рас — 3,48 %, представители двух или более рас — 1,48 %. Испаноязычные составляли 7,00 % населения независимо от расы.
В составе 39,30 % из общего числа домашних хозяйств проживают дети в возрасте до 18 лет, 64,60 % домашних хозяйств представляют собой супружеские пары проживающие вместе, 7,50 % домашних хозяйств представляют собой одиноких женщин без супруга, 24,90 % домашних хозяйств не имеют отношения к семьям, 19,60 % домашних хозяйств состоят из одного человека, 7,40 % домашних хозяйств состоят из престарелых (65 лет и старше), проживающих в одиночестве. Средний размер домашнего хозяйства составляет 2,81 человека, и средний размер семьи 3,25 человека.
Возрастной состав округа: 28,70 % моложе 18 лет, 11,90 % от 18 до 24, 29,30 % от 25 до 44, 20,00 % от 45 до 64 и 20,00 % от 65 и старше. Средний возраст жителя округа 32 лет. На каждые 100 женщин приходится 97,00 мужчин. На каждые 100 женщин старше 18 лет приходится 94,20 мужчин.
Средний доход на домохозяйство в округе составлял 52 347 USD, на семью — 59 896 USD. Среднестатистический заработок мужчины был 42 180 USD против 27 706 USD для женщины. Доход на душу населения составлял 21 676 USD. Около 3,10 % семей и 5,50 % общего населения находились ниже черты бедности, в том числе — 4,70 % молодежи (тех, кому ещё не исполнилось 18 лет) и 4,90 % тех, кому было уже больше 65 лет.